# Santa Isabel d'Alba de Tormes
Santa Isabel d'Alba de Tormes és un convent de l'Orde Tercer de Sant Francesc a Alba de Tormes (Província de Salamanca, Espanya) que data de la fi del segle xv.

## Història
L'església és una construcció de la primera meitat del segle xvi, d'una sola nau, coberta amb enteixinat de fusta i presbiteri cobert amb volta de creueria de pronunciats nervis ogivals. La portada, de senzilla factura, que s'obre al carrer Santa Isabel, està formada per un cos sortint, flanquejat per dues fileres de maó a manera de columnes.
De gran interès és la petita capella de pedra, d'estil plateresc, coneguda com la capella de Gaitán. La façana d'ingrés consta d'arc de mig punt, envoltat per una faixa amb caps de querubins, flanquejada per dues esveltes columnes tallades.
En els carcanyols de l'arc es veuen dos medallons circulars amb caps d'escàs relleu. Remata el conjunt l'escut del fundador, cobert per ampla motllura trencada. El seu interior, cobert amb volta de mig punt, decorada amb rosasses sortints a manera d'enteixinat, acull interessants sepulcres.
De front, emmarcada per dues columnes estriades, un magnífic relleu de la Verge amb el Nen, coronada per dos àngels i dues figures de genolls, representant als fundadors. Per sobre, en el semicercle de la volta, representació del Pare Etern.
A esquerra i dreta se situen sengles sepulcres, acollits per arc de mig punt, decorats, igual que l'arc d'entrada a la capella, amb una faixa de querubins en baix relleu i rosasses en relleu en el seu intradós.
Consten de sòcol, làpida i llosa de coberta en pla inclinat, tot això ricament decorat, amb notables relleus al semicercle de l'arc, representant la Verge i el Nen, amb Santa Isabel, al sepulcre de l'esquerra, i diferents escenes de la vida de Santa Catalina, en el de la dreta.